# 나폴리 대성당
나폴리 대성당(이탈리아어: Duomo di Napoli, Cattedrale di Santa Maria Assunta or Cattedrale di San Gennaro; 나폴리어: Viscuvato 'e Napule)은 이탈리아 남부 나폴리에 있는 대성당이다. 이 대성당은 나폴리의 수호성인 성 야누아리오에게 봉헌되었다. 대성당에는 성 야누아리오의 피를 담은 유리병을 보관하고 있는데, 이 피는 보통 해마다 두 번(5월의 첫 번째 토요일과 9월 19일)은 고체에서 액체로 변화하며, 그 때마다 외부에 공개하고 있다. 성인의 피에 얽힌 전설에 따르면, 피에 변화가 일어나지 않을 때 나폴리에 재앙이 닥친다고 한다.
대성당은 앙주의 샤를 1세의 명령으로 짓기 시작했다. 건설은 그의 후계자인 샤를 2세(1285-1309)의 재위기간 동안 지속되어 14세기 초 앙주의 로베르 치세에 완료되었다. 나폴리 대성당은 아직 자취가 남아있는 옛 개신교 성당 두 채가 있었던 장소 위에 건립되었다. 대성당 밑에는 발굴 결과, 그리스-로마 시대 유물이 발견되었다.
사람들의 눈길을 끄는 대성당 내부의 요소로는 성 야누아리오의 마른 피가 안치된 경당, 도메니키노와 조반니 란프란코가 그린 프레스코 그림들, 도메니키노와 맛시모 스탄지오네, 주세페 리베라에 의한 제대 뒤쪽의 장식들, 프란체스코 솔리메나가 제작한 화려한 중앙 제대, 코시모 판차고와 14세기 프랑스 거장 예술가들이 공동 제작한 청동 난간 등이다.
다른 예술품들로는 피에트로 페루지노가 그린 《성모 승천》과 루카 조르다노의 캔버스, 초기 그리스도인의 세례당, 4세기의 모자이크 그림 등이 있다. 주요 경당은 18세기 피에트로 브라치에 의하여 바로크 양식으로 복원되었다. 미누톨로 경당에는 조반니 보카치오가 그린 14세기 프레스코 데카메론이 있다.
대성당 지하실은 롬바르드 사람인 톰마소 말비토에 의해 건설되었다. 정면 외관은 19세기 후반 엔리코 알비노에 의해 다시 건설되었지만, 티노 다 카마이노의 조각상들과 15세기가 제작한 정문 등은 계속 유지되었다.
대성당의 부속 건물인 대주교 궁전(Palazzo Arcivescovile)은 나폴리 대교구장이 기거하는 곳이다.

## 같이 보기
- 야누아리오
- 교황 인노첸시오 4세
- 나폴리의 카를로 1세